# ソフィア・ローレン
ソフィア・ローレン（またはソフィア・ロレーン、Sophia Loren イタリア語: [soˈfiːa ˈlɔːren], 英語: [soʊˈfiːə ləˈrɛn]、1934年9月20日 - ）は、イタリアの女優。本名はソフィア・ヴィラーニ・シコローネ (Sofia Villani Scicolone) 。
イタリアのみならずヨーロッパを代表する映画女優の一人で、1960年代には多くの映画賞を獲得している。代表作に『ふたりの女』『ああ結婚』『特別な一日』など。ベニート・ムッソリーニの孫娘アレッサンドラ・ムッソリーニの伯母にあたる。

## プロフィール

### 生い立ち
イタリアの首都ローマで、ロミーダ・ヴィラーニとリカルド・シコローネの間に生まれた内縁の子であった。父親リカルドは、一時イタリア国鉄に勤めていたが有能なエンジニアとは言い難く、家族に金銭的支援もせず家を出て行った。幼少時は母親や姉妹らと祖母のいるナポリ近郊ポッツオーリで貧困の中成長した。後年ソフィアは自伝のなかで、自らをホーエンシュタウフェン家に叙爵された高貴な貴族の血筋であり、「ポッツオーリ女子爵及びカゼルタ女卿」を自称・主張している。

### デビュー
1950年代初頭にヨーロッパ映画に端役として出演した。その当時の名前はソフィア・ラッツアーロであった。ソフィアは後の夫となるカルロ・ポンティに見いだされ、彼の制作する多くの映画に出演した。
ソフィアの初期の主演作の1つは1953年の『Due notti con Cleopatra』であった。同作は他の初期主演作と同様に、ソフィアの肉感的な体を強調した作品であった。さらに幾つかの作品にはトップレスで出演した。それらの作品は当時のヨーロッパでは受け入れられたが、イギリスやアメリカではそのような場面はカットされた。

### 国際的スターに
ソフィアは1951年にハリウッドの超大作『クオ・ヴァディス』に端役で出演したが、1957年の『島の女』が公開されると彼女は国際的スターと見なされるようになった。この作品において、彼女の水に濡れて体のラインが浮き立つシーンは象徴的であった。
ソフィアはその初期のハリウッド作品『楡の木蔭の欲望』（ユージン・オニールの演劇）、『月夜の出来事』（ケーリー・グラントとのロマンティック・コメディ）、『黒い蘭』（アンソニー・クインとのロマンチック・ドラマ）でセックスシンボルとしてだけではなく、演技力と喜劇的な実力をも証明した。
1960年代までに、ソフィアは世界で最も人気のある女優のうちの1人として、ハリウッドとヨーロッパの両方で作品に出演した。1960年の『ふたりの女』でアカデミー主演女優賞を受賞。この作品のプロモーションでソフィアとセラーズは共にアルバムをレコーディングした。また、彼女は1963年の『昨日・今日・明日』や1970年の『ひまわり』で、マルチェロ・マストロヤンニとの名コンビぶりを披露した。
ソフィアは喜劇王チャーリー・チャップリンの最後の監督作品『伯爵夫人』に出演したことがあり、マーロン・ブランドと夢の共演を実現した。この作品は、チャップリンが、赤狩りによってハリウッド及びアメリカから追放された後の作品で、イギリスで製作、公開されたがあまり知られていない。

### 結婚
1957年にカルロ・ポンティと結婚するが、その時点でポンティはまだ離婚しておらず、重婚罪に問われる可能性があったために1962年に婚姻関係を一旦無効にした。2人はポンティの離婚が成立した1966年に正式に結婚した。指揮者のカルロ・ポンティ・ジュニアと、結婚後に生まれた映画台本作家兼監督のエドアルド・ポンティの2人の息子がいる。エドアルドはアメリカの著名な女優であるサッシャ・アレクサンダーと結婚した。ポンティの脱税容疑事件の後、ジュネーヴに在住。事件でイタリア当局に没収されていたポンティ所有の絵画を、遺産として取り戻すとして裁判を起こした。1990年には、プリンセス・クルーズのクラウン・プリンセス（初代）の命名者になっている。

### 21世紀
イタリアを代表する女優として現在も様々な作品に出演し、世界的に高い人気を誇る。1996年にイタリア共和国功労勲章（カヴァリエーレ・ディ・グラン・クローチェ）を受章。2006年には、トリノオリンピックの開会式でオリンピック旗を掲揚する際の旗手を務めた。
SSCナポリの熱心なサポーターである。セリエA昇格が期待される2007年には「ナポリが昇格したらストリップショーを開いてもいい」と発言した。

## 日本における人気

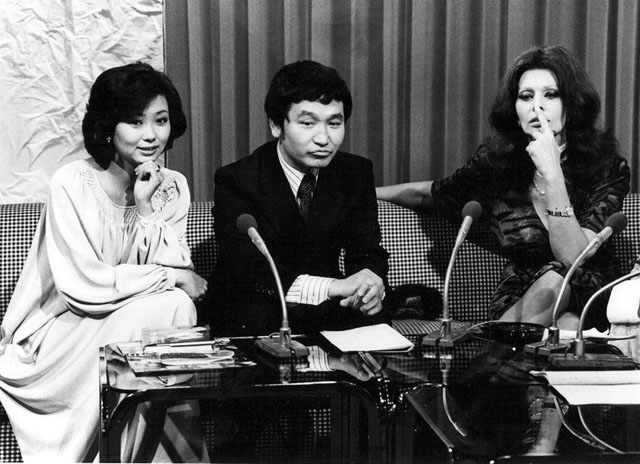
1978年、テレビ朝日の深夜バラエティー「23時ショー」に出演。ローレンは右側で、人差し指で鼻を押さえている。

- 日本の映画ファンにもローレンは高い人気を誇っている。過去の来日時には今川焼きがとても気に入ったそうである。また、俳優の二谷英明とのツーショット写真（マガジンハウス刊「スタアの40年 平凡 週刊平凡 秘蔵写真集」より、カラー写真）も現存する。
- 1976年には本田技研工業が製造販売していたオートバイ「ホンダ・ロードパル」のテレビCMに出演した（CMディレクターは大林宣彦）CM内でソフィア・ローレンが発したキャッチフレーズのラッタッタは時代の流行語にもなった。
- 2008年、来日し、イタリアの宝石ブランド「ダミアーニ」の銀座店のオープニングに登場したほか、同4月21日、『SMAP×SMAP』（関西テレビ・フジテレビ）の「BISTRO SMAP」に登場した。
- 「第22回高松宮殿下記念世界文化賞　演劇・映像部門」を受賞[10]により、2010年10月に4度目の来日。
  - 10月12日、ホテルオークラ東京で記者会見が行われた。
  - 10月13日、明治記念館で授賞式典が行われ、常陸宮正仁親王からメダルを授与され、日本美術協会の日枝久会長から感謝状と賞金を贈呈された。旧知のファッションデザイナーの森英恵、コーディネーターの加藤タキとも再会した。
  - 10月14日、九段南のイタリア文化会館で受賞記念映画上映会で舞台挨拶を行った。また、ポスターや写真なども展示された。
  - 10月15日、岡山県倉敷市の大原美術館を訪問し、市主催の歓迎レセプションに出席。伊東香織同市長から記念品を贈呈された[11] 。

## 主な出演作品
| 公開年 | 邦題 原題                                                                                        | 役名                                 | 備考                                                       |
| ------ | ------------------------------------------------------------------------------------------------ | ------------------------------------ | ---------------------------------------------------------- |
| 1951   | クオ・ヴァディス Quo Vadis                                                                       |                                      | クレジットなし                                             |
| 1951   | アンナ Anna                                                                                      | ナイトクラブのアシスタント           | クレジットなし                                             |
| 1953   | アイーダ Aida                                                                                    | アイーダ                             |                                                            |
| 1954   | 無常なるかな人生 Un giorno in pretura                                                            | アンナ                               |                                                            |
| 1954   | ナポリの饗宴 Carosello Napoletano                                                                | シジーナ                             |                                                            |
| 1954   | 侵略者 Attila                                                                                    | オノリア                             |                                                            |
| 1954   | こんなに悪い女とは Peccato che sia una canaglia                                                  | リナ                                 |                                                            |
| 1955   | バストで勝負 La Bella Mugnaia                                                                    | カルメラ                             |                                                            |
| 1955   | 河の女 La donna del fiume                                                                        | ニーヴェス                           |                                                            |
| 1957   | 島の女 Boy on a Dolphin                                                                          | フェードラ                           |                                                            |
| 1957   | 殿方ごろし Pane, Amore e...                                                                      | ドンナ・ソフィア                     |                                                            |
| 1957   | 誇りと情熱 The Pride and the Passion                                                             | ジュアナ                             |                                                            |
| 1958   | 楡の木蔭の欲望 Desire Under the Elms                                                             | アンナ                               |                                                            |
| 1958   | 鍵 The Key                                                                                       | ステラ                               |                                                            |
| 1958   | 黒い蘭 The Black Orchid                                                                          | ローズ・ビアンコ                     |                                                            |
| 1958   | 月夜の出来事 Houseboat                                                                           | シンシア                             |                                                            |
| 1959   | 私はそんな女 That Kind of Woman                                                                  | カイ                                 |                                                            |
| 1960   | 西部に賭ける女 Heller in Pink Tights                                                             | アンジェラ                           |                                                            |
| 1960   | ナポリ湾 It Started in Naples                                                                    | ルシア                               |                                                            |
| 1960   | 求むハズ The Millionairess                                                                       | エピファニア                         |                                                            |
| 1960   | バラ色の森 A Breath of Scandal                                                                   | オリンピア姫                         |                                                            |
| 1960   | ふたりの女 La Ciociara                                                                           | セシラ                               | アカデミー主演女優賞 受賞 英国アカデミー賞 主演女優賞 受賞 |
| 1961   | エル・シド El Cid                                                                                | シメン                               |                                                            |
| 1961   | 戦場を駈ける女 Madame Sans-Gêne                                                                  | カテリーナ                           |                                                            |
| 1962   | ボッカチオ'70 Boccaccio '70                                                                      | ゾーエ                               | 第4話「くじ引き」                                          |
| 1962   | 真夜中へ5哩 Le couteau dans la plaie                                                             | リサ                                 |                                                            |
| 1963   | 昨日・今日・明日 Ieri, Oggi, Domani                                                              | アドリーナ                           |                                                            |
| 1963   | アルトナ I sequestrati di Altona                                                                 | ヨハンナ                             |                                                            |
| 1964   | ローマ帝国の滅亡 The Fall of the Roman Empire                                                    | ルシラ                               |                                                            |
| 1964   | あゝ結婚 Marriage Italian-Style                                                                  | フィルメーナ                         |                                                            |
| 1965   | クロスボー作戦 Operation Crossbow                                                                | ノラ                                 |                                                            |
| 1965   | レディL Lady L                                                                                   | レディL                              |                                                            |
| 1966   | 栄光の丘 Judith                                                                                  | ジュディス                           |                                                            |
| 1966   | アラベスク Arabesque                                                                             | ヤスミン・アジール                   |                                                            |
| 1967   | 伯爵夫人 A Countess from Hong Kong                                                               | ナターシャ・アレクサンドロフ伯爵夫人 |                                                            |
| 1967   | イタリヤ式奇跡 More Than a Miracle                                                               | イザベラ                             |                                                            |
| 1970   | ひまわり I Girasoli                                                                              | ジョバンナ                           |                                                            |
| 1970   | 結婚宣言 La moglie del prete                                                                     | ヴァレリア                           |                                                            |
| 1972   | ラ・マンチャの男 Man of La Mancha                                                                | アルドンサ / ドルシネア              |                                                            |
| 1974   | 旅路 Il Viaggio                                                                                  | アドリアナ・デ・マウラ               |                                                            |
| 1974   | 逢いびき Brief Encounter                                                                         | アンナ                               | テレビ映画                                                 |
| 1974   | 愛の終りに Verdict                                                                               | テレサ                               |                                                            |
| 1975   | ガンモール/おかしなギャングと可愛い女 La pupa del gangster                                       | プパー                               |                                                            |
| 1977   | カサンドラ・クロス The Cassandra Crossing                                                        | ジェニファー・リスポリ・チェンバレン |                                                            |
| 1977   | 特別な一日 Una Giornata Particolare                                                              | アントニエッタ                       |                                                            |
| 1978   | 愛の彷徨 Fatto di sangue fra due uomini per causa di una vedova - si sospettano moventi politici |                                      |                                                            |
| 1978   | ブラス・ターゲット Brass Target                                                                  | マーラ                               |                                                            |
| 1979   | リベンジャー Firepower                                                                           | アデレ                               |                                                            |
| 1986   | 勇気 Courage                                                                                     | マリアンナ                           | テレビ映画                                                 |
| 1988   | 遥かなる旅路 わが母ルシアの生涯 The Fortunate Pilgrim                                            | ルシア                               | テレビ・ミニシリーズ                                       |
| 1994   | プレタポルテ Pret a Porter                                                                       | イザベラ・ド・ラ・フォンテーヌ       |                                                            |
| 1995   | ラブリー・オールドメン/釣り大将LOVE LOVE日記 Grumpier Old Men                                    |                                      |                                                            |
| 2002   | 微笑みに出逢う街角 Between Strangers                                                             | オリヴィア                           |                                                            |
| 2009   | NINE Nine                                                                                        | ママ                                 |                                                            |
| 2010   | ソフィア・ローレン 母の愛 La mia casa è piena di specchi                                         | ロミルダ・ヴィッラーニ               | テレビ映画                                                 |
| 2020   | これからの人生 La vita davanti a sé                                                              |                                      | Netflixオリジナル映画                                      |

## ディスコグラフィー
- マンボ・バカン（Mambo Bacan）　-　大ヒット
- ズビズビズー（Zoo Be Zoo Be Zoo）
- ソルディ・ソルディ・ソルディ（Soldi, soldi, soldi）
- ビン・バン・ボン（Bing, Bang, Bong）
- カリーナ（Carina）
- Ti 'ne Afto Pou To Lene Agapi

## 受賞歴
| 賞                             | 年     | 部門                                    | 作品                 | 結果       |
| ------------------------------ | ------ | --------------------------------------- | -------------------- | ---------- |
| ヴェネツィア国際映画祭         | 1958年 | 女優賞                                  | 『黒い蘭』           | 受賞       |
| ヴェネツィア国際映画祭         | 1998年 | 栄誉金獅子賞                            | -                    | 受賞       |
| ゴールデングローブ賞           | 1960年 | 主演女優賞 (ミュージカル・コメディ部門) | 『ナポリ湾』         | ノミネート |
| ゴールデングローブ賞           | 1963年 | ヘンリエッタ賞                          | -                    | 受賞       |
| ゴールデングローブ賞           | 1964年 | ヘンリエッタ賞                          | -                    | 受賞       |
| ゴールデングローブ賞           | 1964年 | 主演女優賞 (ミュージカル・コメディ部門) | 『ああ結婚』         | ノミネート |
| ゴールデングローブ賞           | 1968年 | ヘンリエッタ賞                          | -                    | 受賞       |
| ゴールデングローブ賞           | 1976年 | ヘンリエッタ賞                          | -                    | 受賞       |
| ゴールデングローブ賞           | 1994年 | 助演女優賞                              | 『プレタポルテ』     | ノミネート |
| ゴールデングローブ賞           | 1994年 | セシル・B・デミル賞                     | -                    | 受賞       |
| カンヌ国際映画祭               | 1961年 | 女優賞                                  | 『ふたりの女』       | 受賞       |
| アカデミー賞                   | 1961年 | 主演女優賞                              | 『ふたりの女』       | 受賞       |
| アカデミー賞                   | 1964年 | 主演女優賞                              | 『ああ結婚』         | ノミネート |
| アカデミー賞                   | 1991年 | 名誉賞                                  | -                    | 受賞       |
| 英国アカデミー賞               | 1961年 | 外国女優賞                              | 『ふたりの女』       | 受賞       |
| ニューヨーク映画批評家協会賞   | 1961年 | 主演女優賞                              | 『ふたりの女』       | 受賞       |
| ダヴィッド・ディ・ドナテッロ賞 | 1961年 | 主演女優賞                              | 『ふたりの女』       | 受賞       |
| ダヴィッド・ディ・ドナテッロ賞 | 1964年 | 主演女優賞                              | 『昨日・今日・明日』 | 受賞       |
| ダヴィッド・ディ・ドナテッロ賞 | 1965年 | 主演女優賞                              | 『ああ結婚』         | 受賞       |
| ダヴィッド・ディ・ドナテッロ賞 | 1970年 | 主演女優賞                              | 『ひまわり』         | 受賞       |
| ダヴィッド・ディ・ドナテッロ賞 | 1974年 | 主演女優賞                              | 『旅路』             | 受賞       |
| ダヴィッド・ディ・ドナテッロ賞 | 1978年 | 主演女優賞                              | 『特別な一日』       | 受賞       |
| ダヴィッド・ディ・ドナテッロ賞 | 1999年 | 功労賞                                  | -                    | 受賞       |
| ダヴィッド・ディ・ドナテッロ賞 | 2014年 | 功労賞                                  | 『Voce umana』の演技 | 受賞       |
| ナストロ・ダルジェント賞       | 1961年 | 主演女優賞                              | 『ふたりの女』       | 受賞       |
| ナストロ・ダルジェント賞       | 1964年 | 主演女優賞                              | 『昨日・今日・明日』 | ノミネート |
| ナストロ・ダルジェント賞       | 1965年 | 主演女優賞                              | 『ああ結婚』         | ノミネート |
| ナストロ・ダルジェント賞       | 1968年 | 主演女優賞                              | 『C'era una volta』  | ノミネート |
| ナストロ・ダルジェント賞       | 1978年 | 主演女優賞                              | 『特別な一日』       | 受賞       |
| ナストロ・ダルジェント賞       | 1995年 | 生涯功労賞                              | -                    | 受賞       |
| モスクワ国際映画祭             | 1965年 | 女優賞                                  | 『ああ結婚』         | 受賞       |
| モスクワ国際映画祭             | 1997年 | 名誉賞                                  | -                    | 受賞       |
| サン・セバスティアン国際映画祭 | 1974年 | 女優賞                                  | 『旅路』             | 受賞       |
| イタリア・ゴールデングローブ賞 | 1978年 | 主演女優賞                              | 『特別な一日』       | 受賞       |
| イタリア・ゴールデングローブ賞 | 1998年 | 生涯功労賞                              | -                    | 受賞       |
| セザール賞                     | 1991年 | 名誉賞                                  | -                    | 受賞       |
| ベルリン国際映画祭             | 1994年 | 名誉金熊賞                              | -                    | 受賞       |

## 日本語文献
- 『ウーマン&ビューティ ソフィア・ローレンが書いた本』
  - 林冬子訳、近代映画社、1985年
- 『ソフィア・ローレン　生きて愛して』
  - A.E.ホッチナー、坂口智彰訳、講談社、1979年
- 『ソフィア・ローレン　華麗なる大輪のひまわり』
  - 筈見有弘編、<シネアルバム27>芳賀書店、1977年
- 『ソフィア・ローレンのキッチンより愛をこめて あなたも作れるイタリア家庭料理』
  - 山崎明美訳　サンケイ新聞社出版局、1974年